# U-416
U-416 je bila nemška vojaška podmornica Kriegsmarine, ki je bila dejavna med drugo svetovno vojno.

## Zgodovina
Podmornica je bila prvič potopljena 30. marca 1943 v Baltskem morju, ko je naletela na pomorsko mino, ki jo je položila sovjetska podmornica L-3. 8. aprila 1943 so podmornico dvignili in jo pričeli popravljati; od 4. oktobra istega leta so jo nato uporabljali za urjenje podmorničarjev. 
Ponovno se je potopila 12. decembra 1944, ko je trčila z nemškim minolovcem M 203; umrlo je 36 članov posadke, medtem ko se jih je 5 rešilo.

## Poveljniki
| Poveljniki |                 |                 |                                     |
| Št.        | Čin             | Ime             | Poveljstvo                          |
| 1.         | Nadporočnik     | Christian Reich | 4. november 1942 - 30. marec 1943   |
| 2.         | Nadporočnik     | Rudolf Zorn     | 4. oktober 1943 - 14. november 1943 |
| 3.         | Kapitanporočnik | Heinz Zwarg     | 15. november 1943 - 15. maj 1944    |
| 4.         | Nadporočnik     | Eberhard Rieger | 16. maj 1944 - 12. december 1944    |

## Tehnični podatki
| Kategorije                                    | Podatki                       |
| --------------------------------------------- | ----------------------------- |
| Teža (t): na površju pod površjem polna Teža  | 769 871 1.070                 |
| Dolžina (m) - tlačni trup (m)                 | 67,10 - 50,50                 |
| Širina (m) - tlačni trup (m)                  | 6,20 - 4,70                   |
| Izpodriv (m)                                  | 4,74                          |
| Višina (m)                                    | 9,6                           |
| Moč (hp): na površju pod podvršjem            | 3.200 750                     |
| Hitrost (vozlov): na površju pod podvršjem    | 17,7 7,6                      |
| Doseg (milja/vozel): na površju pod podvršjem | 8.500/10 80/4                 |
| Torpeda/Torpedne cevi                         | 14/5 (4 na premcu, 1 na krmi) |
| Krovni top (mm)                               | 88                            |
| Mine                                          | 26 TMA                        |
| Posadka                                       | 44-52                         |
| Maksimalni potop (m)                          | 220                           |